# Crisis humanitaria yanomami

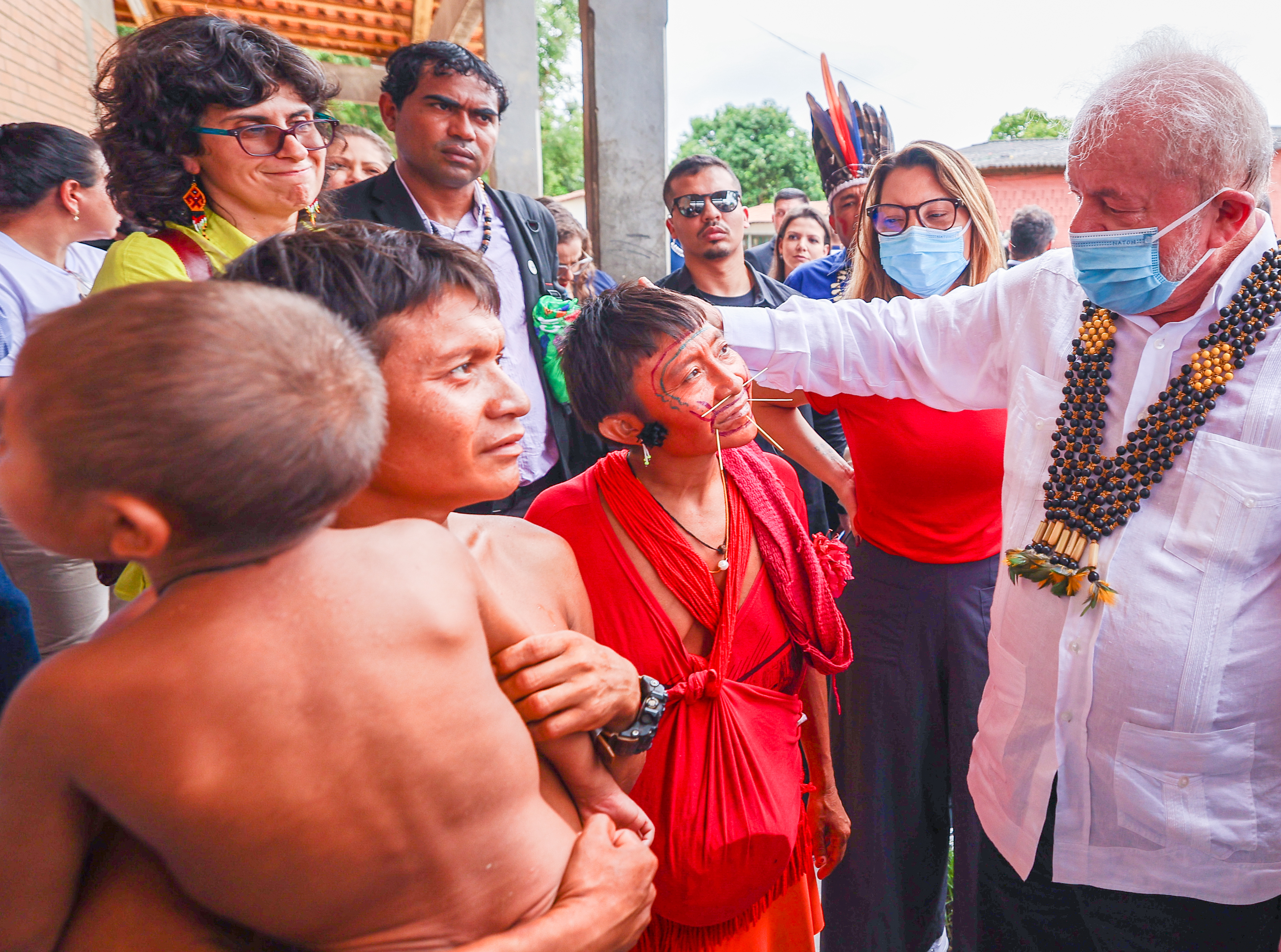
Luiz Inácio Lula da Silva durante el anuncio de acciones de emergencia para la población yanomami en Boa Vista, enero de 2023.

En Brasil, durante la presidencia de Jair Bolsonaro (2019-2023) sucedieron muertes masivas, hambrunas, desplazamientos forzados y otras violaciones importantes de los derechos humanos de los yanomami en la Tierra Indígena Yanomami del lado brasileño. Estos acontecimientos comenzaron o empeoraron a partir de 2019 debido a la explotación desenfrenada de los recursos naturales por parte de individuos y empresas, así como la negligencia de los gobiernos y, a menudo, han sido considerados una masacre contra el pueblo yanomami.
El 20 de enero de 2023, el Ministerio de Salud declaró el estado de emergencia de salud pública en el territorio yanomami y estableció el Centro de Operaciones de Emergencia de Salud Pública para ayudar en la gestión de la crisis.

## Contexto

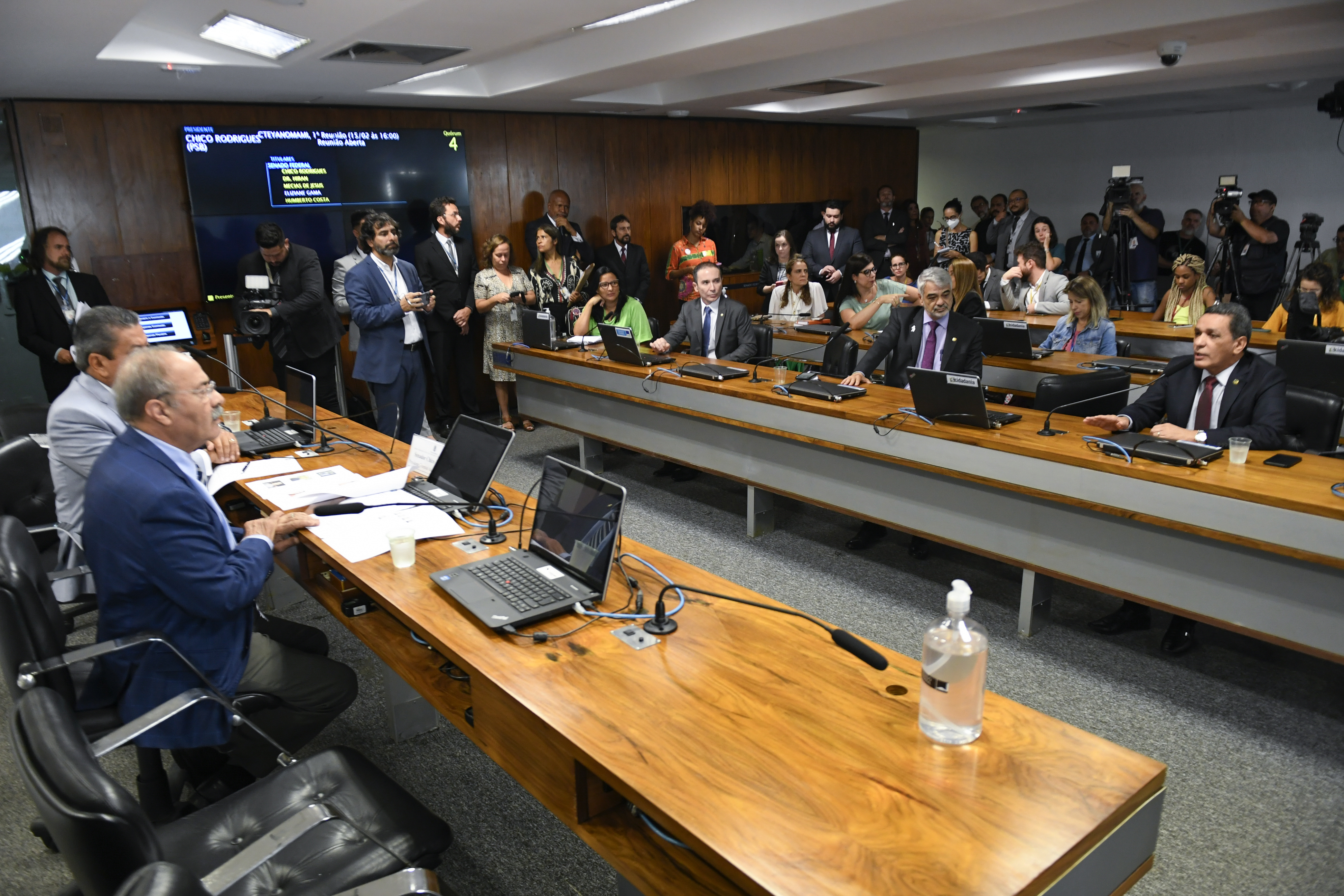
Comisión Temporal Externa del Senado de Brasil para el seguimiento de la situación de los yanomami y la salida de los mineros (CTEYANOMAMI) realiza reunión para instalar y elegir al presidente y vicepresidente del colegiado el 15 de febrero de 2023

La negligencia gubernamental, la invasión agrícola y las actividades ilegales que afectaron la zona, precedieron a la creación de la reserva Yanomâmi en 1992. Los primeros contactos entre los indígenas yanomami y los hombres blancos se produjeron escasamente entre las décadas de 1910 y 1940; en las dos décadas siguientes, estos contactos se intensificaron debido a las misiones religiosas con sede en la región. Las obras de construcción de carreteras y proyectos mineros liderados por el régimen militar comenzaron en la zona en los años 70, período en el que surgieron los primeros informes de epidemias, especialmente de gripe, sarampión y tos ferina, vinculadas a la aniquilación de comunidades yanomami enteras. Desde entonces, la región ha sido un foco de actividades ilegales, en particular de minería ilegal, cosa que ha provocado el envenenamiento por mercurio de varios miembros de la comunidad indígena, incluidos bebés recién nacidos.
Después de ganar las elecciones presidenciales en 2018 y asumir el cargo con la promesa de flexibilizar las políticas ambientales, especialmente en la región amazónica brasileña, el entonces presidente Jair Bolsonaro revocó varios decretos presidenciales que prohibían la minería y la tala, ilegales en todo el país y que además demantelaban agencias de protección del medio ambiente.
En enero de 2023, tras el fin del gobierno de Bolsonaro debido a su derrota en las elecciones presidenciales de 2022, asumieron el cargo nuevos funcionarios gubernamentales designados por el presidente Luiz Inácio Lula da Silva y fueron inmediatamente informados sobre una escalada de la crisis yanomami .  El 21 de enero de 2023, el Ministerio de Salud de Brasil declaró una emergencia médica en territorio indígena .  El mismo día, Lula y altos funcionarios del gobierno, entre ellos la ministra de Salud Nísia Trindade, el ministro de Justicia, Flávio Dino, y la ministra de los Pueblos Indígenas, Sônia Guajajara, realizaron un viaje al territorio ubicado en el extremo norte de Roraima, para anunciar un paquete de ayudas federales dirigido a la región y al pueblo yanomami. 

## Incidentes

#### Logística  de la minería ilegal
Se creó una red de políticos, funcionarios públicos locales, agricultores, empresarios y empresas para extraer ilegalmente oro y casiterita, así como para blanquear dinero procedente de actividades criminales en territorio yanomami. Se construyeron terminales aéreas ocultas en decenas de propiedades rurales cercanas e incluso lejanas (incluso hasta Boa Vista ) de la reserva. Parte del oro extraído fue transportado a Venezuela y Guayana Francesa. En el plan también se utilizaron refinerías y almacenes.
Además, Rodrigo Martins de Mello, empresario bolsonarista, fue acusado de liderar otra organización criminal que operaba en la reserva.
El 16 de enero de 2023, el periódico Folha de São Paulo informó que el ex general del ejército brasileño y exministro del gobierno de Bolsonaro, Augusto Heleno, autorizó a un narcotraficante convicto a explorar un proyecto minero de oro en la región Yanomami. El 27 de enero, el periódico O Globo informó que el Banco Central de Brasil no había tomado medidas enérgeticas contra el lavado de oro obtenido ilícitamente. El fracaso de la autoridad monetaria brasileña habría alentado a unos 20.000 mineros ilegales a seguir explorando territorios indígenas, incluida la reserva yanomâmi.
Empresas mineras legales como MM Gold (rebautizada como Gana Gold) también enmascaró actividades ilegales al falsificar cantidades de oro mucho mayores que las permitidas para su extracción según sus licencias, según informes de Mongabay y The Intercept Brasil. Las criptomonedas también se han utilizado para blanquear actividades delictivas y transferir activos financieros a naranjas.

#### Financiación
El 24 de enero de 2023, dos informes del diario O Globo detallaron que el gobierno de Bolsonaro asignó R$872 millones (aproximadamente US$171 millones) del presupuesto federal a los servicios de Missão Caiuá, una organización no gubernamental evangélica opaca, de 2019 a 2023. Según líderes indígenas del territorio yanomami, la ONG no ha operado en la región desde que comenzó a recibir fondos del gobierno de Bolsonaro, lo que levanta sospechas de corrupción generalizada.  Además, los fondos gubernamentales asignados para el transporte de médicos y enfermeras a la región durante el gobierno de Bolsonaro se habrían dirigido a empresas de transporte pertenecientes a mineros ilegales, quienes desde entonces también habrían sido advertidos sobre redadas y operaciones policiales horas o días antes de que ocurrieran.

#### Comunicaciones
Un informe de Brasil de Fato de febrero de 2023 reveló que los mineros ilegales que operaban en territorio yanomami tenían acceso a Internet de Starlink a través de precios muy inflados en el mercado negro, luego de que Starlink anunciara en mayo de 2022 que estaba ampliando su cobertura a la región del Amazonas en un proyecto con el gobierno de Bolsonaro, cuyo objetivo era conectar, entre otras cosas, 19.000 escuelas brasileñas en zonas rurales. Sin embargo, hasta septiembre de 2022, solo 3 escuelas de la región estaban cubiertas por el servicio de Internet de Starlink, mientras que sus equipos ya se habían vendido entre mineros ilegales desde noviembre de 2022, y la primera comunidad yanomami ,no recibió servicio de Internet hasta finales de enero de 2023. A pesar de que Starlink prohíbe la reventa de sus dispositivos, la empresa no se ha puesto en contacto con las autoridades brasileñas para suspender su servicio a los mineros ni ha emprendido ninguna acción legal contra ellos.
Los dispositivos de Internet de la empresa estadounidense Viasat también se vendieron en el mercado negro de la región yanomami, y los líderes indígenas locales dijeron que el acceso a Internet permitía a los mineros ilegales aumentar su "productividad".

### Complicaciones de salud
Los trabajadores sanitarios del estado de Roraima, donde se encuentra la reserva Yanomami, comprobaron una "falta total de atención médica adecuada en la región", añadiendo que los pacientes indígenas infectados por la malaria desarrollaron rápidamente dolencias graves en el hígado después de haber sido infectados y no ser tratados a causa del protozoo Plasmodium falciparum, una de las cuatro especies capaces de provocar malaria en humanos. La oncocercosis, enfermedad parasitaria vinculada a la extrema pobreza, ha sido erradicada en todo el territorio brasileño, excepto en la reserva de yanomami, donde todavía representa una carga de mortalidad.

### Abuso sexual, violación y adopciones ilegales
Un informe publicado por el Instituto Socioambiental en coautoría con las asociaciones indígenas Hutukara Yanomami y Wanasseduume Ye'kwana mostró testimonios de mujeres indígenas que afirmaban que los mineros les ofrecían comida u oro a cambio de sexo con ellas y/o sus hijos. Según informes, tres adolescentes de 13 años murieron tras ser violadas por mineros ilegales en 2020. También se han registrado infecciones de transmisión sexual entre el pueblo yanomami.  Además, el gobierno federal abrió investigaciones sobre informes de adopciones ilegales y abuso sexual sistémico contra niños yanomami.  Hasta febrero de 2023, al menos 30 niñas y adolescentes habían quedado embarazadas debido a violaciones cometidas por mineros, según  muestran informes de una asociación indígena.

### Número de muertes
Aunque las estimaciones de muertes relacionadas con la sobreexplotación del pueblo yanomâmi son muy dispersas y no suelen ser  reportadas debido a la ubicación remota del territorio, las investigaciones revelaron que 99 niños yanomâmi de 5 años o menos murieron en 2022, de los cuales un tercio se debió a neumonía; y de 2019 a 2023, un total de 570 niños yanomami murieron por desnutrición, hambre y contaminación por mercurio.